# Juan Henríquez de Villalobos
Juan Henríquez de Villalobos (* um 1630 in Lima, heute Peru; † 1689 in Madrid) war ein spanischer Offizier, Kolonialadministrator und Gouverneur von Chile.

## Leben

### Herkunft und Militärkarriere
Henríquez kam gegen 1630 in Lima als Sohn eines spanischen Oidor an der Real Audiencia von Lima zur Welt. Sein Vater war im Orden von Santiago und amtierte als Präsident der Provinz Granada. Juan Henríquez fuhr als Kind zurück nach Europa. Er studierte Rechtswissenschaften an der Universität von Salamanca und trat im Alter von 20 Jahren in den Dienst der Krone.
Er diente in Marine und Infanterie in Spanien und Italien. Im Restaurationskrieg gegen Portugal wurde er am 8. Juni 1663 bei der Einnahme von Évora von den Portugiesen gefangen genommen und kam erst nach vier Jahren und neun Monaten Haft am 8. März 1668 nach dem Friedensschluss wieder frei. Die Regentin María Ana ernannte ihn dankeshalber zum Ritter des Orden von Santiago und wenige Monate später zum Gouverneur von Chile, nachdem sie den Amtsinhaber Francisco de Meneses Brito abgesetzt hatte.

### Amtszeit als Gouverneur von Chile
Henríquez schiffte sich im Juni 1669 in Cádiz ein und erreichte Lima am 26. März 1670 und Concepción im Oktober oder November 1670. Er wurde vom Stadtrat (spanisch: Cabildo) feierlich empfangen und nahm seine Amtsgeschäfte auf.
Während dieser Zeit kam es immer wieder zu Raubüberfällen durch Indianer, die es vor allem auf die Reitpferde der Kolonialherren abgesehen hatten. Seine Amtszeit war immer wieder von Aufständen durch die Mapuche und durch Piratenüberfälle gegen die chilenischen Küstensiedlungen geprägt.
Am 16. Dezember 1680 erreichte ihn die Nachricht, dass englische Piraten die Stadt La Serena niedergebrannt hatten. Er machte sich mit allen verfügbaren Streitkräften auf den Weg dorthin, fand aber keine Feinde mehr an, als er die Stadt erreichte.

### Anklagen
Henríquez wurden nach Ende seiner Amtszeit schwere Vorwürfe seitens der Audiencia gemacht und er musste sich in einem umfassenden Gerichtsverfahren rechtfertigen. Auch die Urteile der Geschichtsschreiber fallen unterschiedlich aus: Der Historiker José Toribio Medina schreibt über ihn, er sei bereichert aus der Kolonie gegangen und zwar um nicht weniger als 700.000 Pesos. Andererseits wertet Diego Barros Arana die Amtszeit von Henríquez als „beispielhaft“. Er ging nach Abschluss seines Prozesses zurück nach Madrid, wurde Mitglied im Indienrat und starb dort 1689. Begraben ist er in der Kapelle von Jesus, Maria und Josef im Colegio Imperial der Jesuiten.